# Вітус Максим Юрійович
Максим Вітус (біл. Максім Юр'евіч Вітус, нар. 11 лютого 1989, Вовковиськ) — білоруський футболіст, захисник клубу «Динамо-Берестя». Виступав, зокрема, за клуби «ПМЦ» (Постави), «Партизан» (Мінськ) та «Неман» (Гродно), а також молодіжну збірну Білорусі.

## Клубна кар'єра
Футболом розпочав займатися в 15 років. Вихованець Волковиського районної комплексної ДЮСШ. У дорослому футболі дебютував 2006 року виступами за команду клубу «ПМЦ» (Постави), в якій того року взяв участь у 13 матчах чемпіонату. Своєю грою за цю команду привернув увагу представників тренерського штабу клубу «Партизан» (Мінськ), до складу якого приєднався 2007 року. Відіграв за мінську команду наступні чотири сезони своєї ігрової кар'єри. Проходив стажування в шотландському клубі «Гарт оф Мідлотіан»
.
У лютому 2012 року, після розформування «Партизана», уклав контракт з клубом «Неман» (Гродно), у складі якого став основним лівим захисником. У сезоні 2013 року певний період часу використовувався як фланговий півзахисник, але згодом повернувся на звичну для себе позицію лівого захисника.
У жовтні 2014 року проходив перегляд у казахстанському «Кайсарі», але згодом повернувся у Гродно. У грудні 2014 року побував на перегляді в польській «Завіші», але клубу не підійшов. У січні 2015 року залишив «Німан» й відправився на перегляд до мінського «Динамо» в Туреччину. У розташуванні столичного клубу перебував два місяці, а 19 березня 2015 року підписав з клубом контракт. У складі «Динамо» виступав на позиції лівого захисника. Зіграв 5 матчів на груповому етапі Ліга Європи (2015/16). Відзначився голом у домашньому матчі іспанського «Вільяреалу».
У січні 2016 року вільним агентом перейшов у хорватський клуб «Спліт», підписавши 2,5-річний контракт. У листопаді 2016 року «Спліт» та Максим Вітус домовилися про дострокове розірвання угоди.
Після від'їзду з Хорватії Максимом цікавилися європейські та білоруські клуби. 1 лютого 2017 року оголосили про перехід захисника до берестейського «Динамо». У складі берестейської команди став основним лівим захисником. У грудні 2017 року продовжив контракт з «Динамо» до кінця 2020 року. У сезоні 2019 року залишався гравцем основного складу, але в червні та липні через отриману травму не грав. У грудні 2019 року він покинув берестейський клуб, проте в січні 2020 року повернувся й підписав новий 1-річний контракт з «Динамо».

## Виступи за збірні
Протягом 2008–2010 років залучався до складу молодіжних збірних Білорусі, в складі якого став переможцем меморіала Гранаткіна. На молодіжному рівні зіграв у 8 офіційних матчах. Виступав за олімпійську збірну Білорусі й потрапив у до заявки на участь в Олімпійських іграх 2012 року, але отримав травму в контрольному матчі проти лондонського «Альянсу футбольних аматорів», через що на турнірі його замінив Максим Скавиш.

## Статистика виступів

### Клубна
| Сезон       | Дивізіон | Клуб              | Країна   | Матчі | Голи |
| ----------- | -------- | ----------------- | -------- | ----- | ---- |
| 2006        | Д3       | ПМЦ               | Білорусь | 13    | 0    |
| 2006        | дубль    | МТЗ-РІПО          | Білорусь | 11    | 0    |
| 2007        | дубль    | МТЗ-РІПО          | Білорусь | 19    | 0    |
| 2008        | Д1       | МТЗ-РІПО          | Білорусь | 5     | 0    |
| 2009        | Д1       | МТЗ-РІПО          | Білорусь | 6     | 0    |
| 2010        | Д1       | «Партизан»        | Білорусь | 19    | 0    |
| 2011        | Д2       | «Партизан»        | Білорусь | 29    | 0    |
| 2012        | Д1       | «Німан»           | Білорусь | 23    | 2    |
| 2013        | Д1       | «Німан»           | Білорусь | 29    | 1    |
| 2014        | Д1       | «Німан»           | Білорусь | 27    | 0    |
| 2015        | Д1       | «Динамо» (Мінськ) | Білорусь | 19    | 0    |
| 2015/16 (2) | Д1       | «Спліт»           | Хорватія | 11    | 0    |
| 2016/17 (1) | Д1       | «Спліт»           | Хорватія | 11    | 0    |
| 2017        | Д1       | «Динамо-Берестя»  | Білорусь | 24    | 0    |
| 2018        | Д1       | «Динамо-Берестя»  | Білорусь | 23    | 0    |
| 2019        | Д1       | «Динамо-Берестя»  | Білорусь | 21    | 0    |

## Досягнення
«Партизан» (Мінськ)
- Білоруська футбольна вища ліга
  -  Бронзовий призер (1): 2008

«Динамо» (Мінськ)
- Білоруська футбольна вища ліга
  -  Срібний призер (1): 2015

«Динамо-Берестя»
- Білоруська футбольна вища ліга
  -  Чемпіон (1): 2019

- Кубок Білорусі
  -  Володар (2): 2016/17, 2017/18

- Суперкубок Білорусі
  -  Володар (3): 2018, 2019, 2020